# 7924 Simbirsk
7924 Simbirsk este un asteroid din centura principală de asteroizi.

## Descriere
7924 Simbirsk este un asteroid din centura principală de asteroizi. A fost descoperit pe 6 august 1986 la Observatorul astrofizic din Crimeea de Nikolai Cernîh și Liudmila Cernîh. Asteroidul prezintă o orbită caracterizată de o semiaxă mare de 3,10 ua, o excentricitate de 0,16 și o înclinație de 1,2° în raport cu ecliptica.